# Prayagraj
Prayagraj (tiếng Hindi: प्रयागराज), còn được gọi Allahabad (इलाहाबाद), là một thành phố ở bang phía Bắc Ấn Độ Uttar Pradesh.
Thành phố đã được đặt tên bới hoàng đế đế quốc Mugal Akbar năm 1583. Tên gọi của nó trong tiếng Anh dựa trên từ Allah (Thượng đế trong tiếng Ả Rập). Tuy nhiên theo cách viết của Ấn Độ thì thực tế không phải như thế, vì theo cách viết Ấn Độ là Ilāhābād; ilāh theo tiếng Ả Rập là một vị thánh của Din-i-Ilahi, tôn giáo được Akbar Đại đế thành lập, và "-ābād" là tiếng Ba Tư có nghĩa là "nơi của".
Tên cổ của thành phố là Prayag (tiếng Phạn có nghĩa "nơi hiến sinh" và "Hợp lưu sông") và được xem như nơi Brahma hiến sinh lần đầu sau khi tạo ra thế giới. Đây là một trong 4 địa điểm của Kumbh Mela, các nơi khác là Haridwar, Ujjain và Nasik. Thành phố này có tầm quan trọng đối với Hindu giáo và thần thoại Hindu vì nó tọa lạc tại hợp lưu của hai con sông Hằng và sông Yamuna, và tín ngưỡng Hindu cho rằng dòng sông Sarasvati vô hình cũng hợp lưu vào đây. Do sự hiển thị của mặt trời ở Prayagraj xảy ra đúng 5 giờ 30 phút trước kinh tuyến Greenwich, thành phố này là điểm chuẩn của Giờ chuẩn Ấn Độ, được duy trì bằng một đài quan sát của thành phố.

## Sơ lược về Prayagraj
Prayagraj là một trong những thành phố lớn nhất của bang Uttar Pradesh ở Ấn Độ. Thành phố này bao gồm một khu vực rộng lớn và là một bán đảo trong lục địa được bao quanh bởi sông Hằng và sông Yamuna từ 3 phía với chỉ một phía nối với lục địa. Ngoài diện tích rộng bên trong thành phố Allahabad, có nhiều thành phố vệ tinh bên kia sông Hằng và sông Yamuna, được coi là thành phố vệ tinh của Allahabad. Cũng có một số thị trấn và làng gần thành phố Prayagraj nằm trong huyện Prayagraj.

## Khí hậu
| Dữ liệu khí hậu của Prayagraj                                             | Dữ liệu khí hậu của Prayagraj | Dữ liệu khí hậu của Prayagraj | Dữ liệu khí hậu của Prayagraj | Dữ liệu khí hậu của Prayagraj | Dữ liệu khí hậu của Prayagraj | Dữ liệu khí hậu của Prayagraj | Dữ liệu khí hậu của Prayagraj | Dữ liệu khí hậu của Prayagraj | Dữ liệu khí hậu của Prayagraj | Dữ liệu khí hậu của Prayagraj | Dữ liệu khí hậu của Prayagraj | Dữ liệu khí hậu của Prayagraj | Dữ liệu khí hậu của Prayagraj |
| Tháng                                                                     | 1                             | 2                             | 3                             | 4                             | 5                             | 6                             | 7                             | 8                             | 9                             | 10                            | 11                            | 12                            | Năm                           |
| ------------------------------------------------------------------------- | ----------------------------- | ----------------------------- | ----------------------------- | ----------------------------- | ----------------------------- | ----------------------------- | ----------------------------- | ----------------------------- | ----------------------------- | ----------------------------- | ----------------------------- | ----------------------------- | ----------------------------- |
| Cao kỉ lục °C (°F)                                                        | 32.8 (91.0)                   | 36.3 (97.3)                   | 42.5 (108.5)                  | 45.8 (114.4)                  | 48.4 (119.1)                  | 48.8 (119.8)                  | 45.6 (114.1)                  | 42.7 (108.9)                  | 39.6 (103.3)                  | 40.6 (105.1)                  | 36.0 (96.8)                   | 31.9 (89.4)                   | 48.8 (119.8)                  |
| Trung bình ngày tối đa °C (°F)                                            | 23.2 (73.8)                   | 26.7 (80.1)                   | 33.3 (91.9)                   | 39.4 (102.9)                  | 41.6 (106.9)                  | 39.6 (103.3)                  | 34.2 (93.6)                   | 32.9 (91.2)                   | 32.9 (91.2)                   | 32.9 (91.2)                   | 29.6 (85.3)                   | 24.8 (76.6)                   | 32.8 (91.0)                   |
| Tối thiểu trung bình ngày °C (°F)                                         | 8.9 (48.0)                    | 11.3 (52.3)                   | 16.2 (61.2)                   | 22.2 (72.0)                   | 26.3 (79.3)                   | 28.0 (82.4)                   | 26.5 (79.7)                   | 25.9 (78.6)                   | 24.7 (76.5)                   | 20.4 (68.7)                   | 14.3 (57.7)                   | 9.9 (49.8)                    | 19.4 (66.9)                   |
| Thấp kỉ lục °C (°F)                                                       | 1.1 (34.0)                    | 1.1 (34.0)                    | 7.2 (45.0)                    | 12.7 (54.9)                   | 17.2 (63.0)                   | 18.7 (65.7)                   | 18.8 (65.8)                   | 21.1 (70.0)                   | 18.3 (64.9)                   | 11.7 (53.1)                   | 5.6 (42.1)                    | −0.7 (30.7)                   | −0.7 (30.7)                   |
| Lượng Giáng thủy trung bình mm (inches)                                   | 18.3 (0.72)                   | 15.2 (0.60)                   | 4.2 (0.17)                    | 5.9 (0.23)                    | 11.5 (0.45)                   | 126.6 (4.98)                  | 264.5 (10.41)                 | 279.0 (10.98)                 | 204.3 (8.04)                  | 27.4 (1.08)                   | 9.5 (0.37)                    | 12.1 (0.48)                   | 978.5 (38.52)                 |
| Số ngày mưa trung bình                                                    | 1.8                           | 1.4                           | 0.4                           | 0.7                           | 1.1                           | 5.4                           | 12.7                          | 12.1                          | 9.1                           | 1.8                           | 0.6                           | 0.7                           | 47.9                          |
| Độ ẩm tương đối trung bình (%)                                            | 69                            | 57                            | 39                            | 29                            | 33                            | 50                            | 77                            | 81                            | 78                            | 67                            | 61                            | 68                            | 59                            |
| Số giờ nắng trung bình tháng                                              | 224.9                         | 244.2                         | 263.2                         | 274.1                         | 292.3                         | 206.4                         | 143.3                         | 180.6                         | 184.3                         | 259.7                         | 256.7                         | 244.0                         | 2.773,7                       |
| Nguồn 1: India Meteorological Department (record high and low up to 2010) |                               |                               |                               |                               |                               |                               |                               |                               |                               |                               |                               |                               |                               |
| Nguồn 2: NOAA (nắng, độ ẩm 1971–1990)                                     |                               |                               |                               |                               |                               |                               |                               |                               |                               |                               |                               |                               |                               |